# Équipe d'Angleterre féminine de volley-ball
L'équipe d'Angleterre féminine de volley-ball est l'équipe nationale qui représentait l'Angleterre dans les compétitions internationales de volley-ball. La sélection fusionne dans les années 2000 avec les autres sélections du Royaume-Uni pour former l'Équipe de Grande-Bretagne féminine de volley-ball, dans le but de participer aux Jeux olympiques d'été de 2012 organisés par le pays. 
La seule participation de la sélection anglaise à une compétition internationale a lieu lors du Championnat d'Europe féminin de volley-ball 1971 ; les Anglaises terminent dernières de la compétition.